# Sas (Sarroca de Bellera)
Sas és un poble ribagorçà del terme municipal de Sarroca de Bellera, a la comarca del Pallars Jussà. Fins al 1972, però, formava part de l'antic terme de Benés, de la de l'Alta Ribagorça. Segons l'eminent filòleg Joan Coromines (op. cit.), el topònim Sas procedeix d'una arrel cèltica o paracèltica, sorotapte, que dona diversos mots semblants en català antic: sas, sarda i seix, tots tres per a designar terres de secà àrides, habitualment muntanyoses. També es diu que sas podria derivar de saxum, que en llatí volia dir roca, penyal, territori abrupte, promontori pedregós o paret de pedra.

## Geografia
És a 2,2 km al nord-oest del seu antic municipi, i ben bé al centre del sector nord-occidental d'aquell antic terme -igualment respecte de l'actual de Sarroca de Bellera-, prop del límit amb, actualment, el Pont de Suert.
És accessible des de Sarroca de Bellera seguint cap al nord-oest la carretera L-521, i, al cap d'1 quilòmetre, seguir la N-260 cap al Pont de Suert. Al cap de 5,5 km, just abans d'arribar al Coll de la Creu de Perves, es troba l'arrencada cap al nord la Pista de Prat d'Or, que va seguint una carena i en uns 9 km. arriba a Sas. També s'hi pot arribar des del poble d'Erta, al nord, del terme del Pont de Suert, per una pista asfaltada, i des de Sentís, que queda uns 5,5 km al seu sud-est.
L'església de Sas és dedicada a sant Miquel. Dalt del turó de Sant Quiri, quasi 1 km al sud-est del poble, hi ha el santuari de Sant Quiri de Sas, obra romànica. La parròquia de l'Assumpció de la Mare de Déu de Sas pertany al bisbat de Lleida, pel fet d'haver pertangut, a l'edat mitjana, al bisbat de Roda de Ribagorça. Format part de la unitat pastoral 24 de l'arxiprestat de la Ribagorça, i és regida pel rector del Pont de Suert.

## Història
El lloc de Sas és documentat des del 887, any en què surt en un document del monestir de Santa Maria de Lavaix, i torna a estar documentat el 986 i el 1024. Aquests documents parlen del lloc i del castell de Sas. Del castell, actualment no en queda cap resta.
El 1381 el lloc de Sas pertanyia als Erill, i hi havia 8 focs (uns 40 habitants). Es mantingué en poder dels Erill fins a l'extinció dels senyorius, el 1831.
El 1787, juntament amb Benés i Sentís, tenia 65 habitants.
Pascual Madoz inclou Sas en el seu Diccionario geográfico.... En principi, a l'apartat de Sas només diu que és un dels tres que constitueixen el Batlliu de Sas. En l'apartat corresponent detalla els tres nuclis, i de Sas diu que té 12 cases baixes i mal construïdes, en un carrer costerut. Les malalties més comunes són cadarns, reumes i cadarns, produïdes pel clima fred i el variable del temps. També hi ha malalties gàstriques a causa de la mala alimentació. El terreny és àrid, trencat en totes les direccions, escabrós i de mala qualitat. S'hi conreaven 800 jornals, hi ha molt de bosc baix, així com oms, freixes i àlbers, alguns prats i pocs horts. Hi havia un molí fariner i alguns séquies per a regar els pocs horts existents en el terme. S'hi produïa blat, ordi, llegums, patates, hortalissa, fruita i pastures, amb les quals s'alimenta el bestiar de vaques, ovelles i cavalls. La població era de 8 veïns (caps de família) i 43 ànimes (habitants).
El poble de Sas era el cap de districte municipal del Batlliu de Sas, que en una data indeterminada entre 1898 i 1920 canvià el nom i la capitalitat, i passà a ser Benés. Finalment, el 1972 se l'agregà a Sarroca de Bellera, del Pallars Jussà.
El 1994 arribà a tenir un sol habitant, però el 2005 en torna a tenir 4.

## Festes i tradicions
Els pobles del Batlliu de Sas són dels pobles que surten esmentats a les conegudes cobles d'en Payrot, fetes per un captaire fill de la Rua a mitjan segles XIX. Deia, en el tros de Sentís:
| «                | Als tres pobles del Batlliu (Sentís, Sas i Benés) Payrot no hi té habitada, perquè tothom se li'n riu. I això no li pas agrada. Entre Pranera i Malpàs la digo, digo, digo, entre Pranera i Malpàs al mig troba Castellars. | » |
| — Payrot, Cobles | |   |